# Fred Quimby

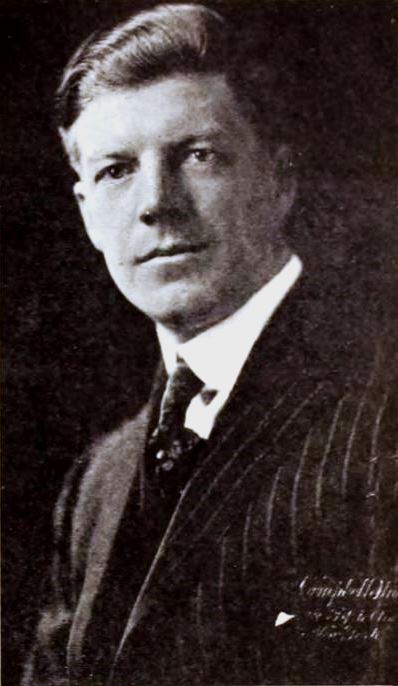
Fred Quimby

Frederick C. „Fred“ Quimby (* 31. Juli 1886 in Minneapolis, Minnesota; † 16. September 1965 in Santa Monica, Kalifornien) war ein US-amerikanischer Produzent von Zeichentrickfilmen. In seiner Karriere wurde er für Tom und Jerry insgesamt sieben Mal mit dem Oscar in der Kategorie Best Short Subject, Cartoons ausgezeichnet.

## Leben
Fred Quimby begann seine Karriere als Journalist. 1907 leitete er ein Kino in Missoula, Montana. Später arbeitete er bei Pathé und stieg dort zu einem der Direktoren auf, verließ das Unternehmen aber 1921, um selbständiger Produzent zu werden. 1924 begann er seine Arbeit bei Fox; ab 1927 arbeitete er bei Metro-Goldwyn-Mayer. 1937 leitete er die Abteilung für Animationsfilme.
1938 begann er mit der Produktion von Zeichentrickfilmen mit William Hanna und Joseph Barbera, die von einer Katze und einer Maus handelten. Aus diesen entwickelten sich die Filme mit Tom und Jerry, mit denen er mehrere Oscars gewann. Daneben verpflichtete er 1942 Tex Avery, der für Quimby einige seiner bekanntesten Zeichentrickfilme produzierte.
1955 ging Quimby in den Ruhestand. Hanna und Barbera übernahmen die Produktion der Tom-und-Jerry-Filme bis zur Schließung der MGM-Zeichentrickabteilung im Jahr 1957. Fred Quimby starb 1965 in Santa Monica, Kalifornien.

## Oscar-Auszeichnungen
- Bester animierter Kurzfilm 1943: Tom spielt Feuerwerker (The Yankee Doodle Mouse) als Produzent
- Bester animierter Kurzfilm 1944: Tom bildet sich (Mouse Trouble) als Produzent
- Bester animierter Kurzfilm 1945: Tom der Nachtwächter (Quiet Please!) als Produzent
- Bester animierter Kurzfilm 1946: Tom gibt ein Konzert (The Cat Concerto) als Produzent
- Bester animierter Kurzfilm 1948: Tom und ich und Nibbelchen (The Little Orphan) als Produzent
- Bester animierter Kurzfilm 1951: Der liebe Tom verliert den Kopf (The Two Mouseketeers) als Produzent
- Bester animierter Kurzfilm 1952: Katz und Maus im Walzertakt (Johann Mouse) als Produzent